# Acanthurus dussumieri

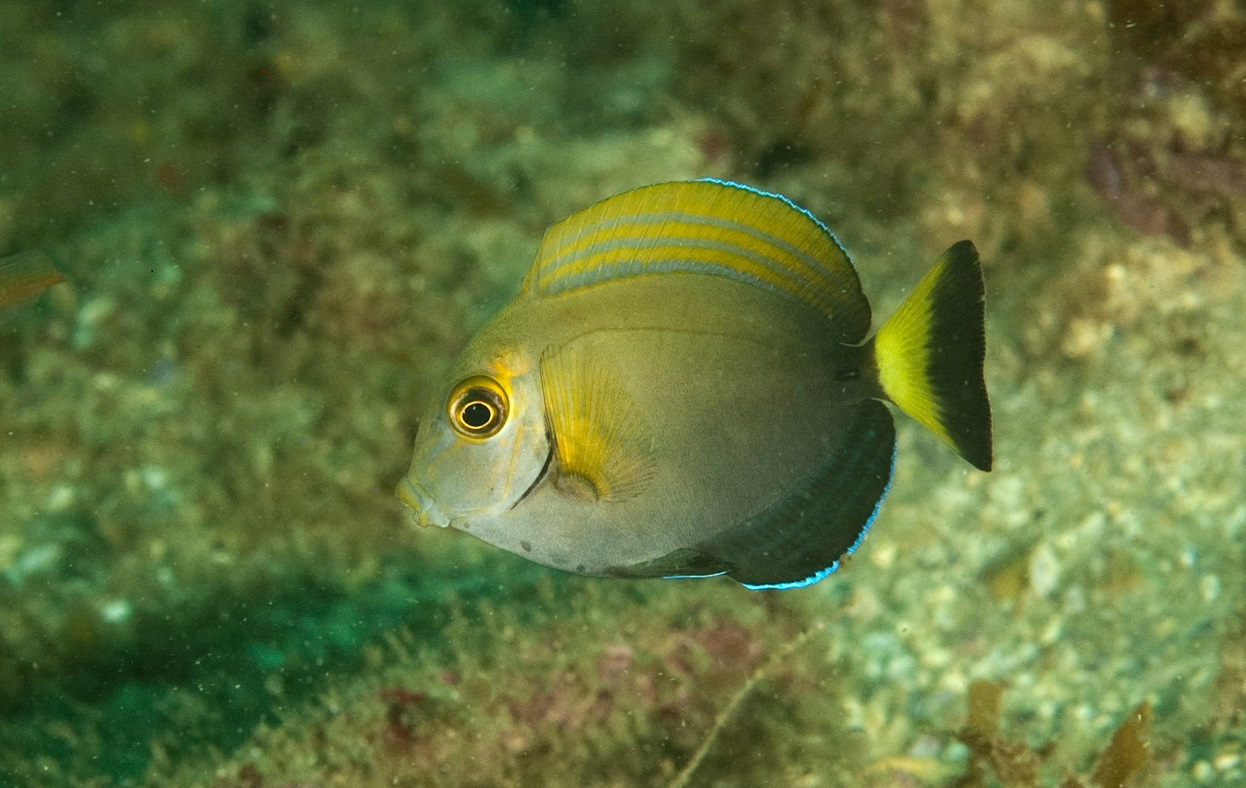
Acanthurus dussumieri juvenil en isla Cook

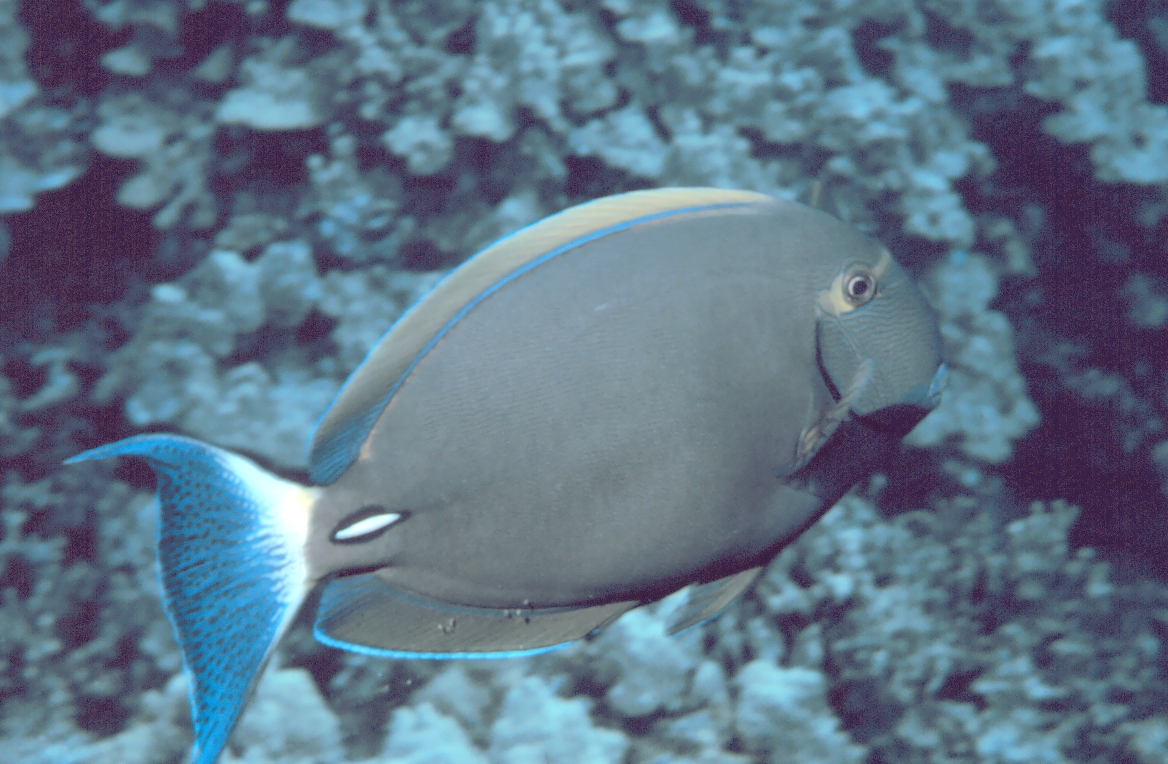
Acanthurus dussumieri en Hawái

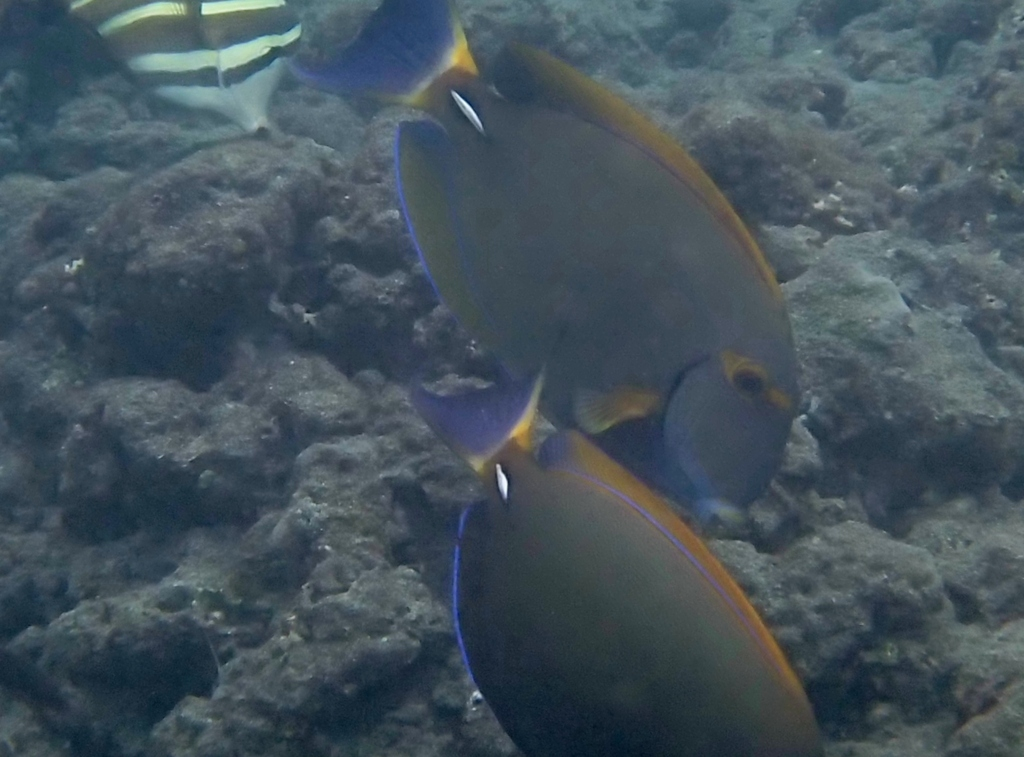
Acanthurus dussumieri alimentándose en Honolulu

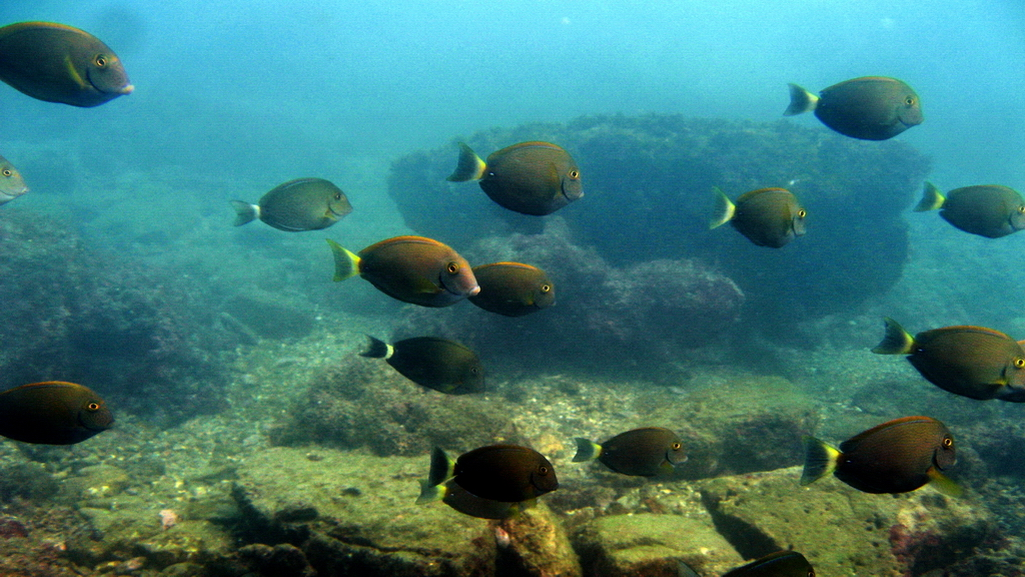
Escuela de Acanthurus dussumieri juveniles en Taiwán

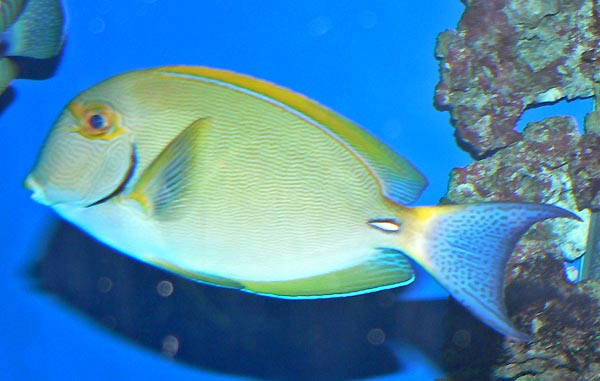
Acanthurus dussumieri

El Acanthurus dussumieri es un pez cirujano, de la familia de los Acantúridos. Su nombre común en español es cirujano coronado. En algunas áreas de distribución, como Hawái, es una especie común y se utiliza como alimento.

## Morfología
Posee la morfología típica de su familia, cuerpo comprimido lateralmente y ovalado. La boca es pequeña, protráctil y situada en la parte inferior de la cabeza. El hocico es grande. Tiene entre 14 y 20 dientes en la mandíbula superior, y entre 14 y 22 dientes en la inferior; entre 22 y 26 espinas branquiales anteriores, y entre 23 y 27 espinas branquiales posteriores; 9 espinas y 25 a 27 radios blandos dorsales; 3 espinas y entre 24 y 26 radios blandos anales, y 16 o 17 radios pectorales.
Como todos los peces cirujano, de ahí les viene el nombre común, tiene 2 espinas extraíbles en el pedúnculo caudal, que las usan para defenderse de otros peces. Están cubiertas de una funda color crema y ribeteadas de un color negro.
Su coloración es marrón pálido, con un patrón de líneas irregulares onduladas, más amplias en la cabeza que en el resto del cuerpo. Tiene una mancha amarilla horizontal que atraviesa los ojos hasta las aperturas branquiales. La aleta caudal tiene el margen exterior en forma de luna, un área amarilla en su base, es de color azul y está moteada con puntos azul oscuro. Las aletas dorsal, anal y parte de las pectorales en amarillo. 
Alcanza los 54 cm de largo, siendo una de las especies de mayor tamaño del género, aunque su tamaño más normal es de 35 cm,

## Hábitat y distribución
Es una especie bentopelágica. Asociada a arrecifes, se encuentran formando "escuelas" en arrecifes exteriores coralinos, a profundidades mayores de 9 m. Ocurre en solitario o en grupos. Los adultos ocurren principalmente en laderas profundas y muros de arrecifes exteriores. Los juveniles se localizan en zonas rocosas y con crecimiento de algas de los arrecifes.
Su rango de profundidad está entre 4 y 131 metros, aunque normalmente se localizan por debajo de 9 m de profundidad. Su rango de temperatura conocido es tropical, entre 24.82 y 28.52 °C.
Se distribuye en aguas tropicales del océano Indo-Pacífico y en aguas sudafricanas del Atlántico. Es especie nativa de Australia; Brunéi Darussalam; Camboya; China; Comoros; Islas Cook; Filipinas; Fiyi; Guam; Hawái; Hong Kong; India; Indonesia; Japón; Kenia; Kiribati; Macao; Madagascar; Malasia; Maldivas; Islas Marianas del Norte; isla Mauricio; Mayotte; Micronesia; Mozambique; Isla Navidad; Niue; Isla Norfolk; Nueva Caledonia; Nueva Zelanda; Omán; Palos; Papúa Nueva Guinea; Reunión; Seychelles; Singapur; Islas Salomón; Somalia; Isla Spratly; Sudáfrica; Sri Lanka; Taiwán; Tanzania; Tailandia; Timor-Leste; Tonga; Vanuatu; Vietnam; Yemen y Yibuti.

## Alimentación
Se nutre principalmente de algas bénticas filamentosas, también de la película de algas azules y verdes que hay sobre los fondos arenosos, así como de diatomeas y detritus. Está clasificado como herbívoro detritívoro.

## Reproducción
Son monógamos, ovíparos y de fertilización externa. Desovan en pareja huevos pelágicos de 1 mm de diámetro, que contienen una gotita de aceite para facilitar la flotación. En 24 horas, los huevos eclosionan larvas pelágicas translúcidas, llamadas Acronurus. Son plateados, comprimidos lateralmente, con la cabeza en forma de triángulo, grandes ojos y prominentes aletas pectorales. Cuando evolucionan a juveniles mutan su color plateado a marrón grisáceo y las formas de su perfil se redondean. La metamorfosis completa dura una semana aproximadamente, resultando ejemplares juveniles de unos 5 cm de largo. No cuidan a sus crías.

## Mantenimiento
La iluminación deberá ser necesariamente intensa para que pueda desarrollarse la colonia de algas suficiente de la que se alimenta. Además requiere mantener un buen número de roca viva entre la decoración del acuario con suficientes escondrijos.
Al igual que el resto de especies de cirujanos, son muy sensibles a determinadas enfermedades relacionadas con la piel. Es recomendable la utilización de esterilizadores ultravioleta para la eliminación de las plagas patógenas. 
Aunque es herbívoro, acepta tanto artemia y mysis congelados, como alimentos disecados. No obstante, una adecuada alimentación debe garantizar el aporte diario de vegetales, sean naturales o liofilizados, alga nori, espirulina, etc.